# Shigemi Ishii
Shigemi Ishii (石井 茂巳, Ishii Shigemi, 7 juli 1951) is een Japans voormalig voetballer die als verdediger speelde.

## Clubcarrière
Ishii begon zijn carrière in 1976 bij Furukawa Electric. Met deze club werd hij in 1976 en 1985/86 kampioen van Japan. Ishii veroverde er in 1976 de Beker van de keizer in 1977, 1982 en 1986 de JSL Cup. In 10 jaar speelde hij er 149 competitiewedstrijden en scoorde 5 goals. Ishii beëindigde zijn spelersloopbaan in 1986.

## Japans voetbalelftal
Shigemi Ishii debuteerde in 1974 in het Japans nationaal elftal en speelde 15 interlands.

## Statistieken
| Japans voetbalelftal | Japans voetbalelftal | Japans voetbalelftal |
| Jaar                 | Wed.                 | Dlp.                 |
| -------------------- | -------------------- | -------------------- |
| 1974                 | 4                    | 0                    |
| 1975                 | 1                    | 0                    |
| 1976                 | 0                    | 0                    |
| 1977                 | 4                    | 0                    |
| 1978                 | 0                    | 0                    |
| 1979                 | 6                    | 0                    |
| Totaal               | 15                   | 0                    |